# آگوست آنژلیه
آگوست آنژلیه (به فرانسوی: Auguste Angellier) شاعر قرن نوزدهم میلادی اهل فرانسه بود.